# Cmentarz polskokatolicki w Wałbrzychu
Cmentarz polskokatolicki w Wałbrzychu – czynny cmentarz wyznaniowy dla wiernych Kościoła Polskokatolickiego położony przy ul. Stanisława Moniuszki 36a w Wałbrzychu w województwie dolnośląskim. Cmentarz administrowany jest przez parafię Zesłania Ducha Świętego w Wałbrzychu. Cmentarz polskokatolicki przylega do Cmentarza Komunalnego w Wałbrzychu, charakterystyczna jest jego kuta żelazna brama wjazdowa. 
Parafia polskokatolicka Zesłania Ducha Świętego powstała w 1946 i została założona przez polskokatolickich przesiedleńców z okolic Lwowa. Od 1947 roku do polskokatolików należy poewangelicki kościół Zesłania Ducha Świętego przy ulicy Garbarskiej. Prawdopodobnie w momencie organizowania parafii przekazano Kościołowi Polskokatolickiemu część cmentarza komunalnego przy ul. Moniuszki. Na cmentarzu pochowana jest duża liczba osób pochodzenia greckiego i niemieckiego.